# Distrito de Pacocha
El distrito peruano de Pacocha es uno de los 3 distritos de la Provincia de Ilo, ubicada en el Departamento de Moquegua, bajo la administración del Gobierno Regional de Moquegua, Ilo tiene tres distritos Pacocha, Algarrobal e Ilo.
Desde el punto de vista jerárquico de la Iglesia católica forma parte de la Diócesis de Tacna y Moquegua la cual, a su vez, pertenece a la Arquidiócesis de Arequipa.

## Historia
El distrito fue creado mediante Decreto-Ley N°18.298 del 26 de mayo de 1970.
Surgió en el margen del río Moquegua desde que la compañía estadounidense Southern Perú Copper Corporation firmara un contrato con el Gobierno Peruano el 11 de noviembre de 1954 para la explotación cuprífera de la zona sur del país. 

## Geografía
Tiene una superficie de 338,08 km...2.

## Demografía
La población censada en el año 2017 (INEI) es de 4 453 habitantes.

## Capital
Su capital es Pueblo Nuevo, cuya zona urbana está muy bien conservada con todas sus arterias pavimentadas e innumerables áreas verdes, como la Plaza Minero.

Esta capital cuenta con un hospital bien implementado, dos bibliotecas y tres colegios tanto primarios como secundarios y uno de nivel inicial, además del Colegio Nacional Técnico Carlos A. Velásquez, que se encuentra en la carretera que une a este distrito con el puerto de Ilo. Anteriormente se le llamaba Ciudad Nueva o Townside. Ya desde el 26 de mayo de 1970 en que Ilo subió a la categoría de Provincia, a este Distrito se le llama Pueblo Nuevo, aunque muchos pobladores lo llaman aún Ciudad Nueva.

## Economía
Dentro del Territorio del Distrito de Pacocha se encuentra las instalaciones de Fundición en Punta Tablones, considerada una de las más grandes del mundo. También cuenta con una planta desalinizadora de agua de mar, en Pampa Caliche se halla la Refinería de cobre que pertenecía a la ex-empresa Minero Perú, la que produce cátodos de cobre con el 99.99% de pureza.

## Patrimonio
La Iglesia de San Martín de Porres que se encuentra en la Plaza Minero fue construida por los Padres Franciscanos Canadienses, siendo inaugurada el 3 de noviembre de 1984.

## Autoridades

### Municipales
- 2019-2022
  - Alcalde: Ing. Oscar Juan Ugarte Manchego
  - Regidores:

  1. Karina Elizabeth Espinoza Benavides
  2. Carlos Walbert Rodríguez Herrera
  3. Christian Hernando Menéndez Peña
  4. Mary Guadalupe Retamozo Cusucanqui
  5. Katya Letzy Dongo Bengoa

### Policiales
- Comisario:  PNP

### Religiosas
- Diócesis de Tacna y Moquegua[3]
  - Obispo: Mons. Marco Antonio Cortez Lara.
- Parroquia 
  - Párroco: Prb. .

## Festividades
- Día de Pacocha: 26 de mayo.